# Kluky (okres Písek)
Kluky jsou obec v okrese Písek v Jihočeském kraji na úpatí Píseckých hor. Vesnice se nachází asi sedm kilometrů severovýchodně od Písku poblíž silnice II/138 spojující Záhoří, Chřešťovice a Albrechtice nad Vltavou. Celkem v nich žije 615 obyvatel.

## Historie
První písemná zmínka o vesnici pochází z roku 1323.

## Obyvatelstvo
| Rok            | 1869  | 1880  | 1890  | 1900  | 1910  | 1921  | 1930 | 1950 | 1961 | 1970 | 1980 | 1991 | 2001 | 2011 | 2021 |
| -------------- | ----- | ----- | ----- | ----- | ----- | ----- | ---- | ---- | ---- | ---- | ---- | ---- | ---- | ---- | ---- |
| Počet obyvatel | 1 094 | 1 018 | 1 114 | 1 157 | 1 088 | 1 044 | 970  | 814  | 792  | 710  | 574  | 496  | 507  | 575  | 604  |
| Počet domů     | 136   | 145   | 146   | 158   | 165   | 165   | 177  | 186  | 190  | 187  | 178  | 195  | 215  | 243  | 247  |

## Obecní správa

### Místní části
Obec Kluky se skládá ze tří částí na dvou katastrálních územích.
- Kluky (k. ú. Kluky u Písku)
- Březí (leží v k. ú. Kluky u Písku)
- Dobešice (i název k. ú.)

K obci patří i samoty Probulov a ZSJ Mlaka.
V letech 1850–1919 k obci patřil i Temešvár.

### Obecní symboly
Znak a vlajka byly obci uděleny rozhodnutím předsedy Poslanecké sněmovny Parlamentu České republiky dne 18. června 2003.

## Pamětihodnosti
- Návesní kaple se zvonicí se nalézá v parčíku v obci.[9]
- Vlevo před kaplí se nachází kamenný pomník padlým v první světové válce. Na pomníku je uvedený tento nápis: OBĚTEM SVĚTOVÉ VÁLKY 1914. = 1918. VĚNUJÍ OBČANÉ. Pod uvedenými jmény padlých spoluobčanů je ještě tento nápis: NEŽIJETE TĚLEM, ALE DUCHEM MEZI NÁMI
- Před vchodem do kaple se nalézá ještě jeden, nižší pomník. Na jeho pamětní desce je uvedený tento nápis: FR. RAKOVAN nar. 21. 9. 1914 padl v boji za vlast 8. 5. 1945 v Bernardicích. Kdo to byl? - Jen voják řadový, jen prostý z lidu muž, leč vlasti k službě hotový vždy s heslem „Matce služ!“
- Vedle pomníčku padlým u vchodu do kaple se na vysokém kamenném podstavci nachází zdobný kříž. V oválném štítku je tento nápis: VĚNOVALI M. ŽÁKOVI Z KLUK.
- U venkovské usedlosti čp. 18 v obci je vedené průčelí a brána s brankou v Seznamu kulturních památek v okrese Písek.
- Výklenková kaple u komunikace do Mlaky ve směru z obce Kluky.[10]
- Výklenková kaple v Mlakách u plotu u čp. 170[10]
- Kaple uprostřed osady Mlaka u Klouk.[11]

## Galerie

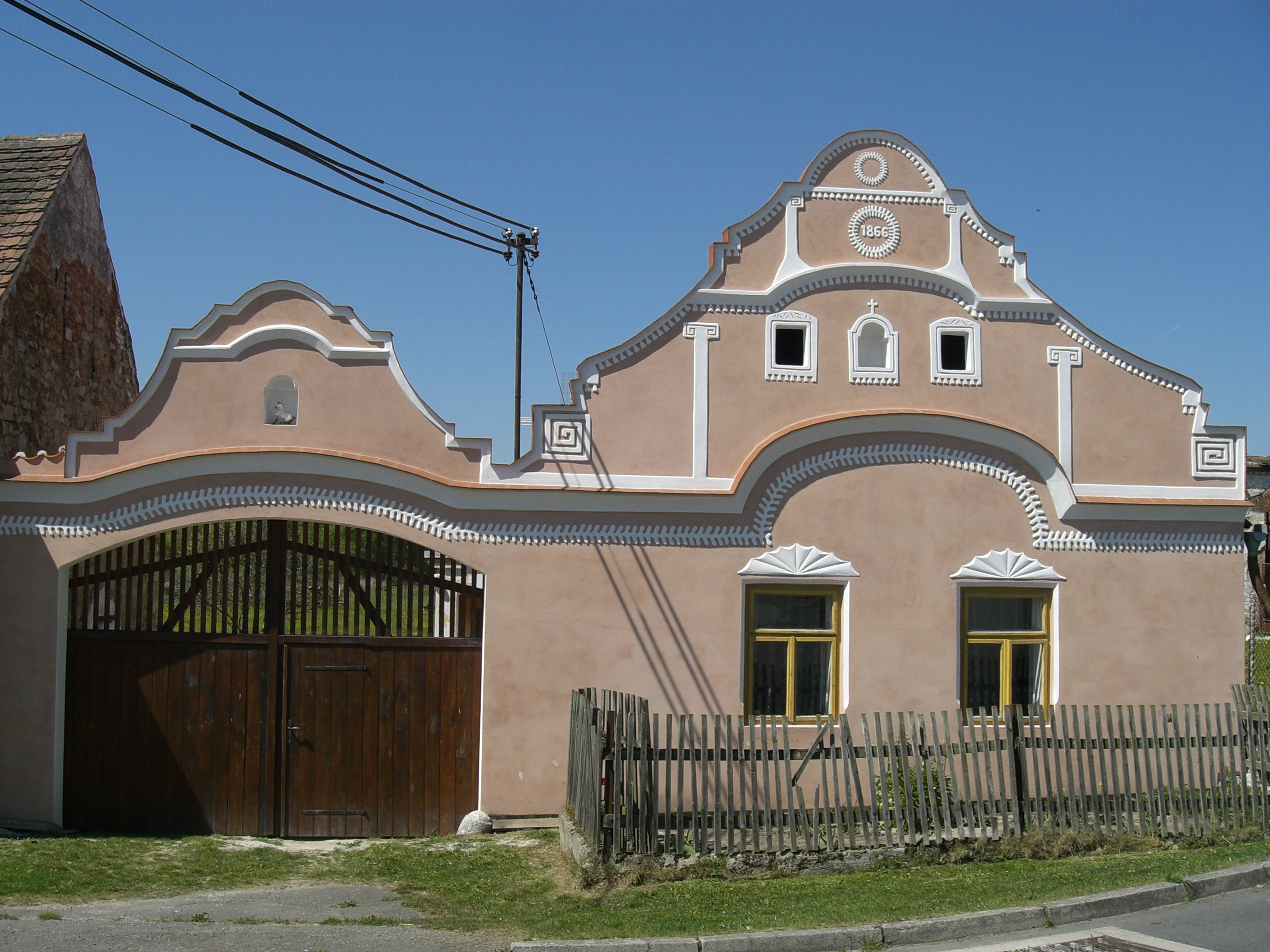
Zástupce selského baroka ve obci
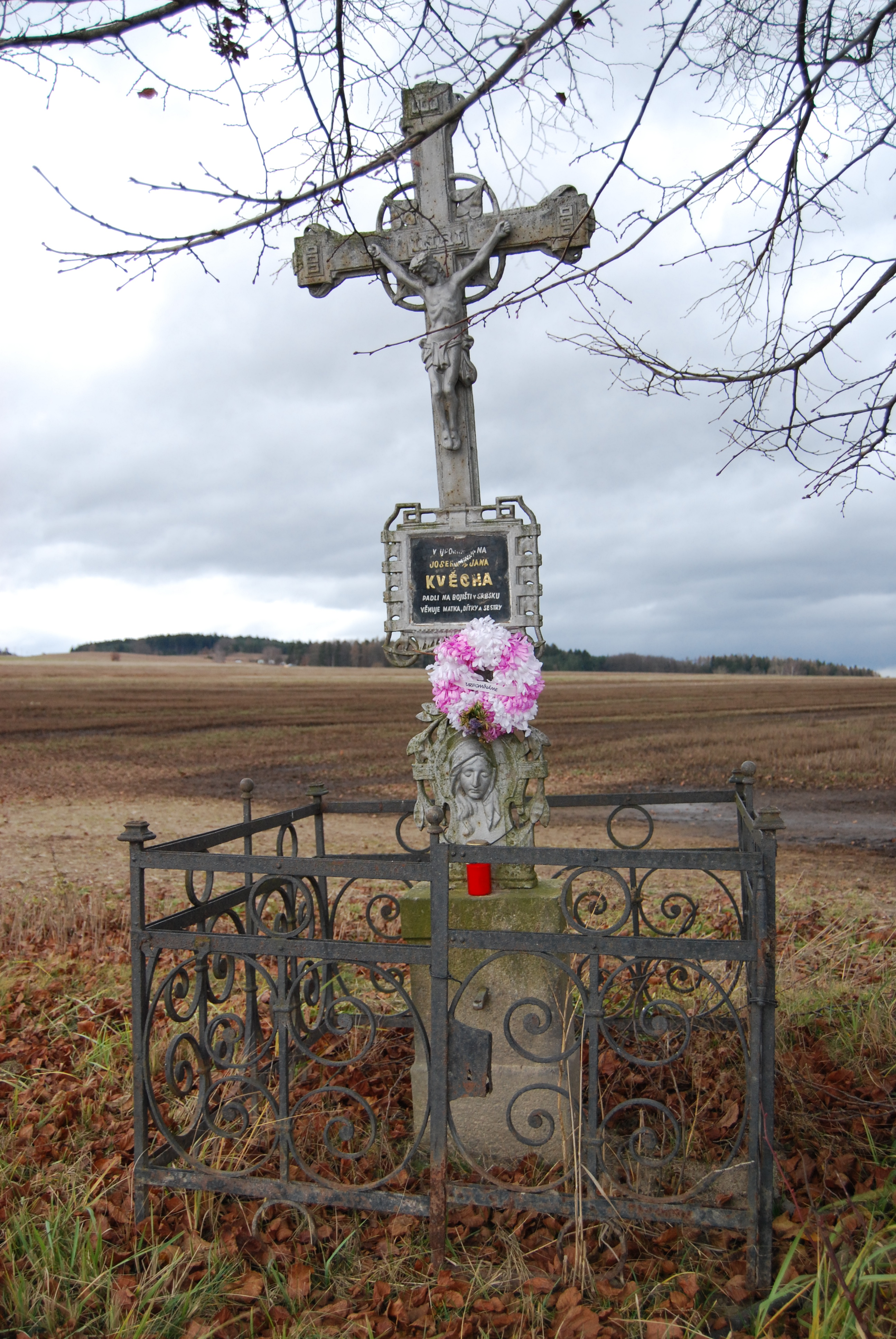
Kříž u silnice vedoucí do obce
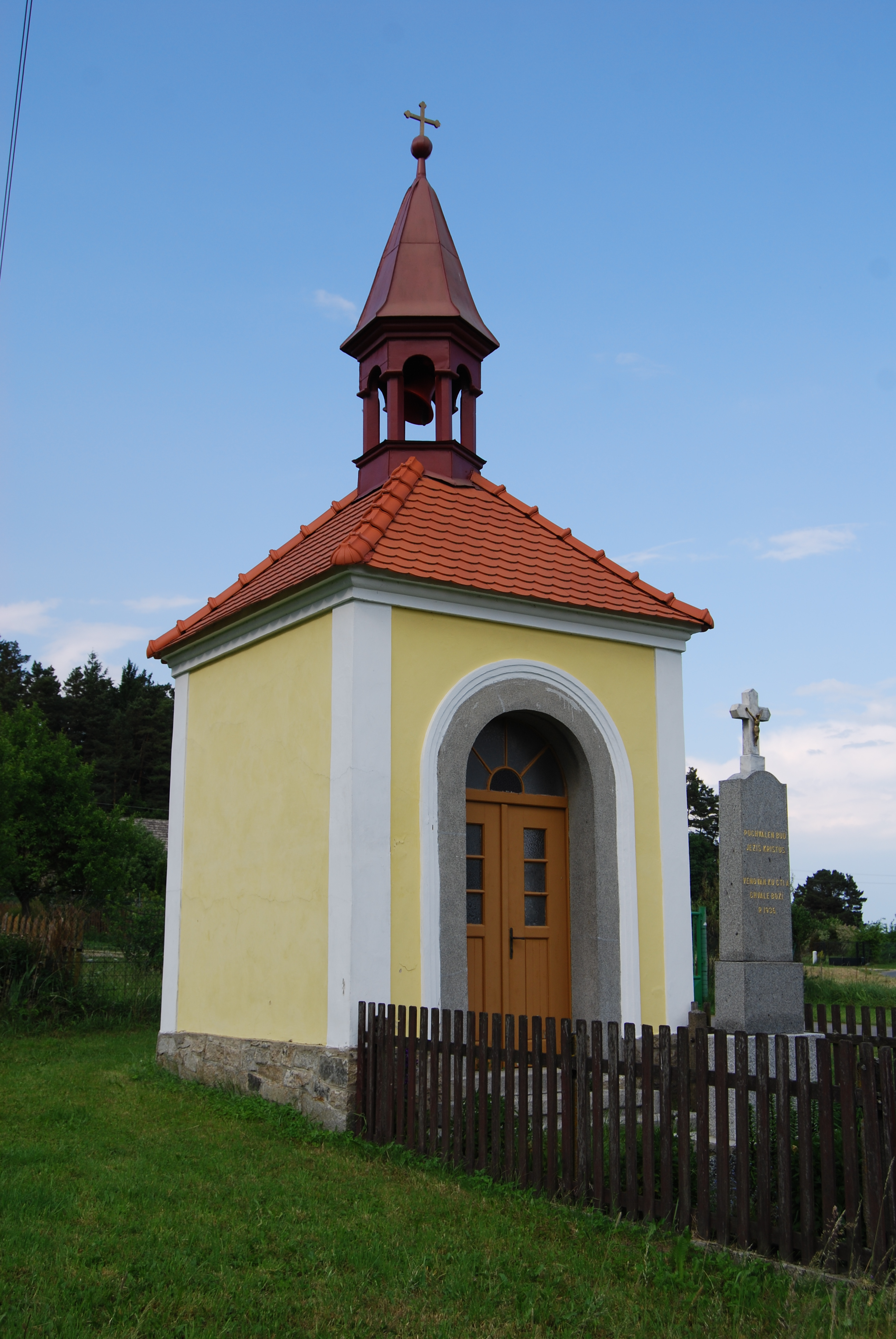
Návesní kaple v Mlakách
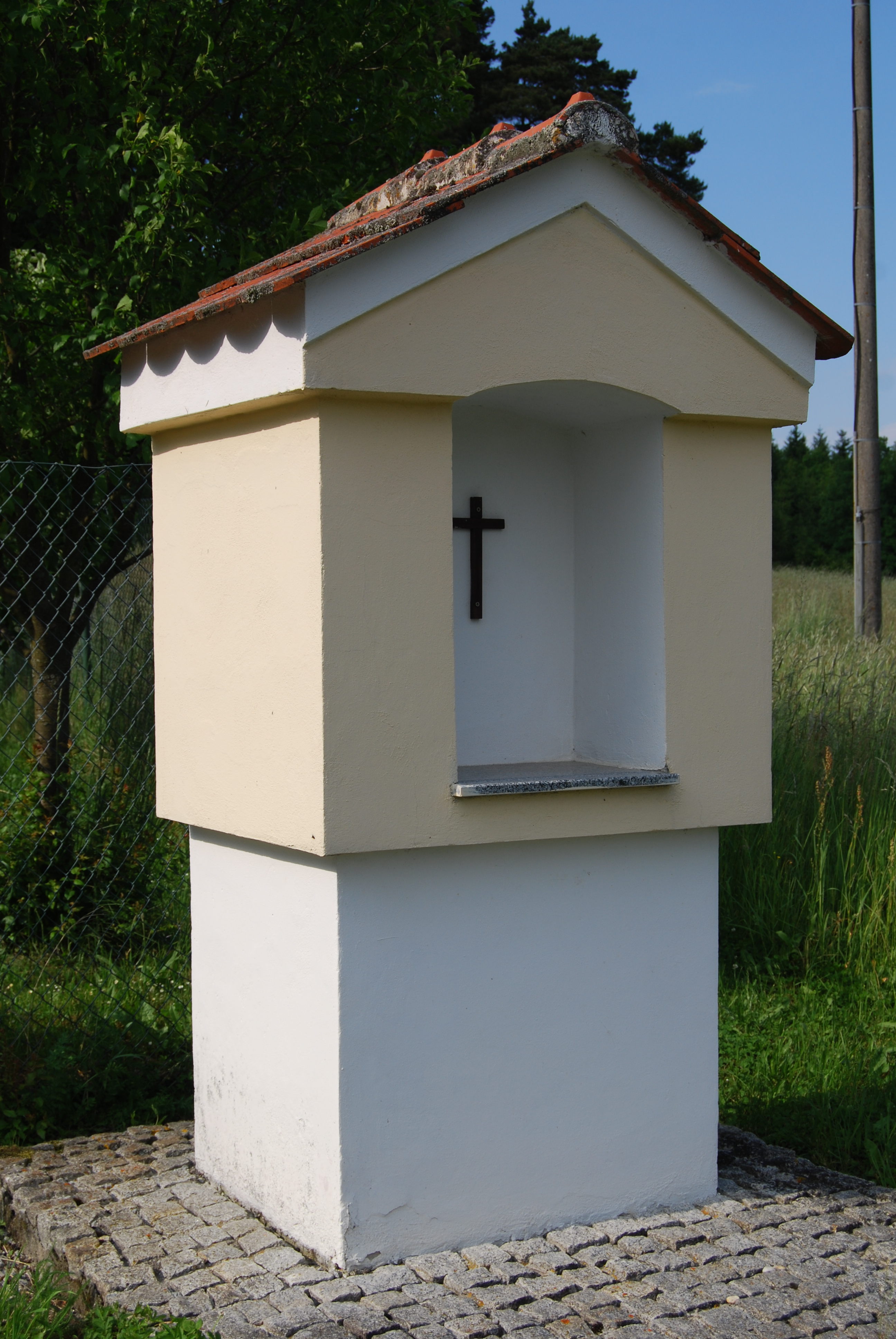
Výklenková kaple v Mlakách u plotu u čp. 170